# 뇌홍
뇌홍(雷汞) 또는 뇌산수은(II)(雷酸水銀(II), Mercury(II) fulminate)은 수은의 뇌산염으로, 담청색의 사방형 결정이다. 시안산수은의 이성질체이다. 마찰과 충격에 매우 민감한 일차폭발물로, 뇌관 속에 사용되어 다른 폭발물들의 폭발을 일으키는 기폭제로 사용된다.
1830년대부터 구리로 만든 뇌관껍질 속에 채워 사용했으며, 이후 뇌관총은 수발총을 빠르게 대체하여 전장식 흑색화약 화기의 주류로 자리잡게 되었다. 이후 19세기와 20세기 들어 총기의 대세가 후장식으로 바뀐 뒤에도 염소산칼륨과 함께 탄약 기폭제로 널리 사용되었다. 뇌홍은 부식성이 없다는 점에서 염소산칼륨보다 뛰어나지만, 시간이 지나면 위력이 약해진다. 또한 수은이 재료이기 때문에 독성이 강하고 환경오염을 일으킬 우려가 있다. 하여 최근에는 부식성도 없고 시간에 대해 안정적인 아지드화납, 스티프화납, 테트라젠 유도물 등에 의해 대체되고 있다.

## 같이 보기
- 뇌산